# スウィート・ドリームス (ビヨンセの曲)
「スウィート・ドリームス」 (Sweet Dreams) はアメリカ合衆国のR&B歌手ビヨンセの楽曲。ジェームズ・シェファー、ウェイン・ウェルキンス、リコ・ラヴによって、彼女の3作目のスタジオ・アルバム『アイ・アム…サーシャ・フィアース』のために製作された。この楽曲はアメリカ合衆国にてアルバムからの6作目のシングルとして2009年6月2日にリリースされた。オリジナルのタイトルは「ビューティフル・ナイトメア (Beautiful Nightmare)」であった。

## リリース日一覧

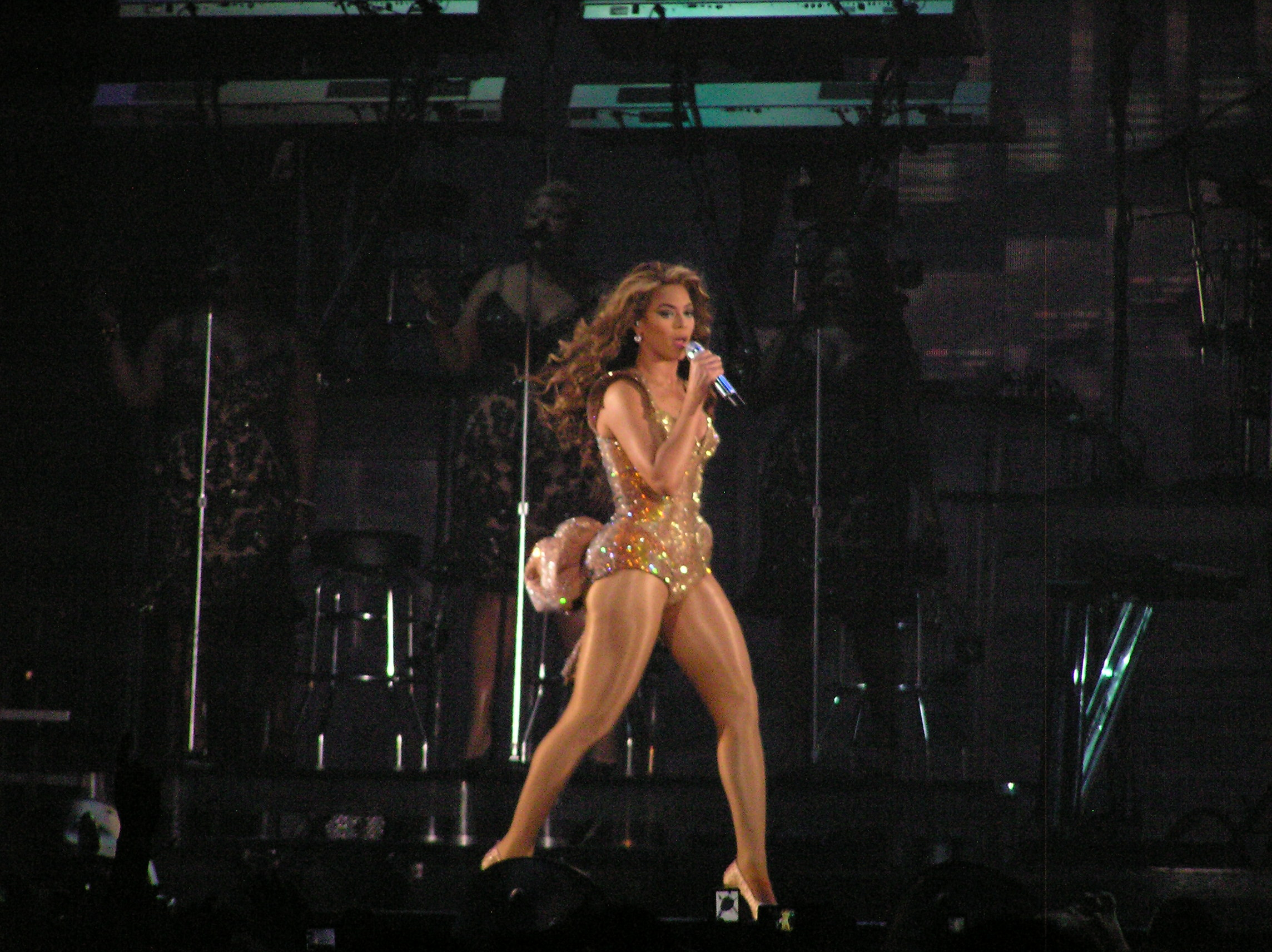
『スウィート・ドリームス』を歌うノウルズ (ニューカッスルにて)

| 国             | リリース日    | 規格                   |
| -------------- | ------------- | ---------------------- |
| アメリカ合衆国 | 2009年6月2日  | デジタル・ダウンロード |
| ドイツ         | 2009年7月13日 | シングル               |
| ドイツ         | 2009年7月17日 | デジタル・ダウンロード |
| フランス       | 2009年7月17日 | デジタル・ダウンロード |
| オーストラリア | 2009年7月24日 | CDシングル             |
| イギリス       | 2009年8月10日 | CDシングル             |
| イギリス       | 2009年8月10日 | デジタル・ダウンロード |